# 스키판

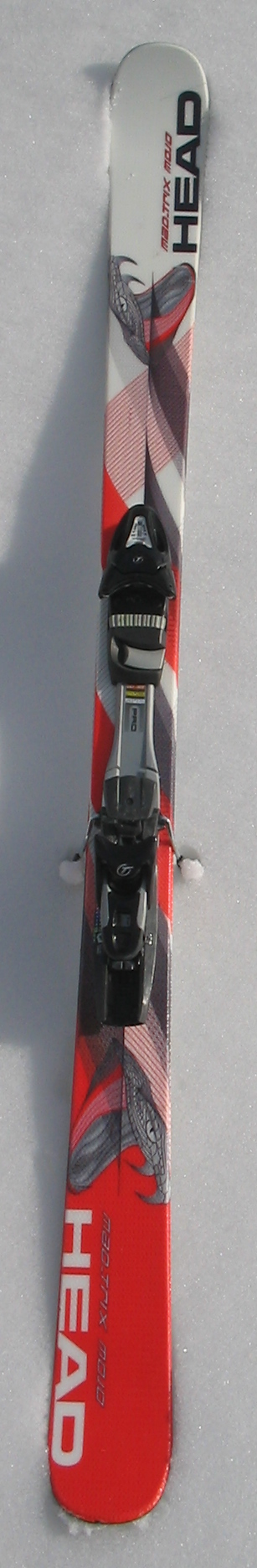

스키판(ski)은 눈 위에 미끄러내려갈 수 있도록 하는, 발을 감싸는 좁고 평평한 물질이다. 너비에 비해 길이가 상당히 긴 편이며 한 쌍으로 이루어져 있는 것이 특징인 이 스키판은 스키 부츠와 결합하여 이용한다.
원래 눈 위에서 여행을 돕기 위해 고안되었으나 지금은 주로 스키 스포츠에 레크리에이션 목적으로 사용된다.

## 역사
가장 오래된 나무 스키판은 러시아, 스웨덴, 노르웨이에서 각각 발견되었다.
노르딕의 스키 기술은 20세기 초에 맞춤 개발되어 스키를 하는 사람들이 더 빠른 속도로 회전할 수 있게 하였다.